# توم روبسون
توم روبسون (بالإنجليزية: Tom Robson)‏ (1 فبراير 1936 بسندرلاند في المملكة المتحدة - 1981) هو لاعب كرة قدم بريطاني في مركز الهجوم. لعب مع نادي سندرلاند وهوردن كوليري ولفير ‏ ودارلينجتون إف سى.

## وصلات خارجية
- توم روبسون على موقع قاعدة بيانات كرة القدم.إي يو (الإنجليزية)